# GMA Life TV
GMA Life TV è un canale televisivo internazionale filippino, proprietà della GMA Network Inc. È stato lanciato nel 16 febbraio 2008, è destinato ai filippini al di fuori delle Filippine.

## Programmazione
La programmazione è composta principalmente da programmi di GMA e GTV, oltre a programmi già trasmessi, documentari, programmi di cucina, diari di viaggio, film ed eventi sportivi dalle Filippine. La maggior parte dei programmi del fine settimana sono aggiornati, ad eccezione di alcuni programmi che vanno in onda con un ritardo di un episodio.